# Toyota Type 73
Toyota Type 73 — среднетоннажный грузовой автомобиль с колёсной формулой 4x4, разработанный для сухопутных сил самообороны Японии. Также известен как 1 1/2 Ton Truck. 

## История

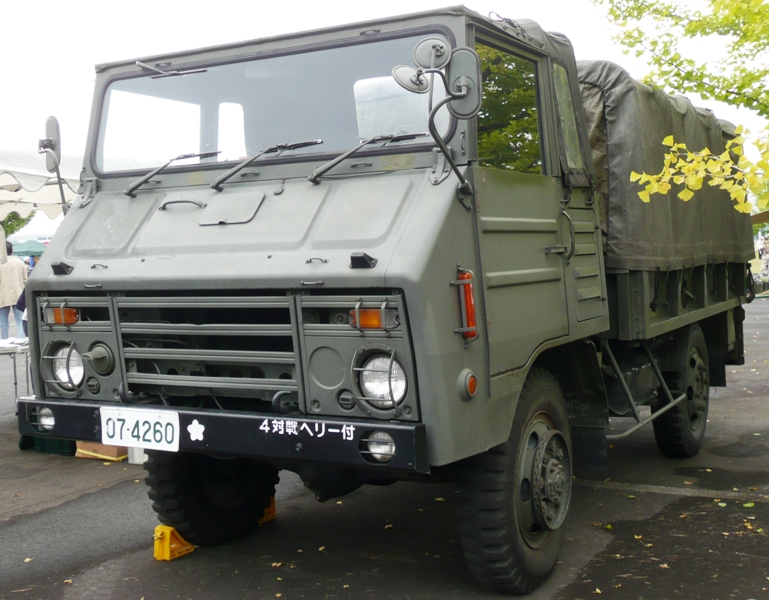
Type 73 Medium Truck (первое поколение)

Toyota Type 73 заменил различные типы лёгких и средних грузовиков, находившихся на вооружении сухопутных сил самообороны Японии. Среди них был 3/4-тонный грузовик производства Toyota и Nissan, который находился на вооружении с 1950-х годов. Одной из причин, по которой 3/4-тонный грузовик устарел, был высокий расход топлива бензиновым двигателем. Японским производителям грузовиков было поручено разработать преемника. После проведения конкурсных торгов Toyota и Hino Motors были выбраны для разработки и производства Type 73 Medium Truck.

## Применение
Грузовик не бронирован и, следовательно, предназначен не для боевых действий, а для перевозки личного состава и грузов грузоподъёмностью 2000 кг. Он используется в различных целях. Кабина, в которой есть место для водителя и одного или двух членов экипажа, как правило, оснащена мягким верхом и ветровым стеклом, которое можно сложить, чтобы уменьшить кузов. Кабина оснащена грузовым отсеком из цельнометаллической стали, который может быть закрыт плотным брезентом. Он оснащён двумя деревянными скамейками для личного состава, рассчитанными на перевозку до 16 военнослужащих. В откидной задний борт встроена подножка, помогающая персоналу забираться в грузовой отсек. Грузовик может использоваться для перевозки миномётов и их экипажей. Рота тяжёлых миномётов пехоты использует 107-миллиметровый миномёт M2. Кроме того, автомобиль часто можно встретить в служебных целях, например, для радиосвязи или в качестве машины скорой помощи.

## Первое поколение
Первое поколение, выпускавшееся с 1973 по середину 1990-х годов, оснащалось пятиступенчатой механической коробкой передач, без гидроусилителя рулевого управления, и имело серийные номера 0001 ~ 39XX. В грузовике использованы компоненты гражданской серии Hino Ranger: рама лестничного типа, четырёхколёсная жёсткая рессорная подвеска, комбинация конфигураций шасси и неполный привод на все колёса. Он обладает следующими возможностями для использования на бездорожье:
- Уклон: 60%
- Боковой уклон: 30%
- Шаг по вертикали: 0,5 м
- Траншея: 0,5 м
- Переход вброд: 0,8 м

## Второе поколение

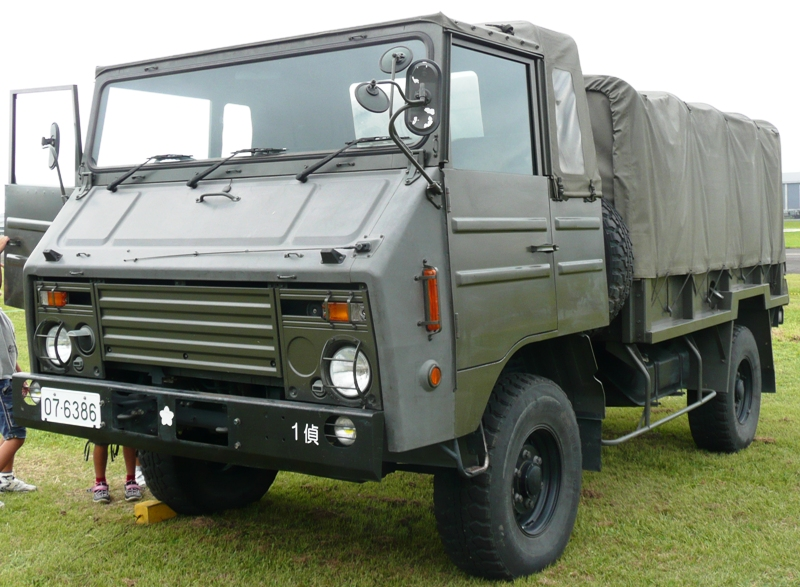
Type 73 Medium Truck (второе поколение)

Второе поколение Toyota Type 73 было представлено в 1995 году. Пятиступенчатая механическая трансмиссия уступила место четырёхступенчатой автоматической. Также были добавлены усилитель рулевого управления и серийные номера 39XX ~ 5XXX. По сравнению с первым поколением, были внесены следующие дополнительные изменения: переход на шасси автомобиля Toyota High Mobility. Он оснащён полным приводом с межосевым дифференциалом, а кабина оборудована кондиционером и радио. Одновременно были изменены форма переднего бампера и задних фонарей, а также стиль круглых передних фонарей, чтобы придать грузовику Toyota сходство с автомобилем повышенной проходимости. В нём применяются те же колёса и шины, что и в автомобиле повышенной проходимости. Одним из отличительных признаков является вырез для задних колёс. По сравнению с автомобилем повышенной проходимости, колёсная база была укорочена, что обеспечивает хорошую манёвренность благодаря форме кабины. Кроме того, радиатор был опущен, а положение и форма передней крышки радиатора изменены. К 2003 году автомобиль был снят с производства в рамках сокращения производственных затрат, унификации комплектующих и использования потребительских товаров.

## Галерея

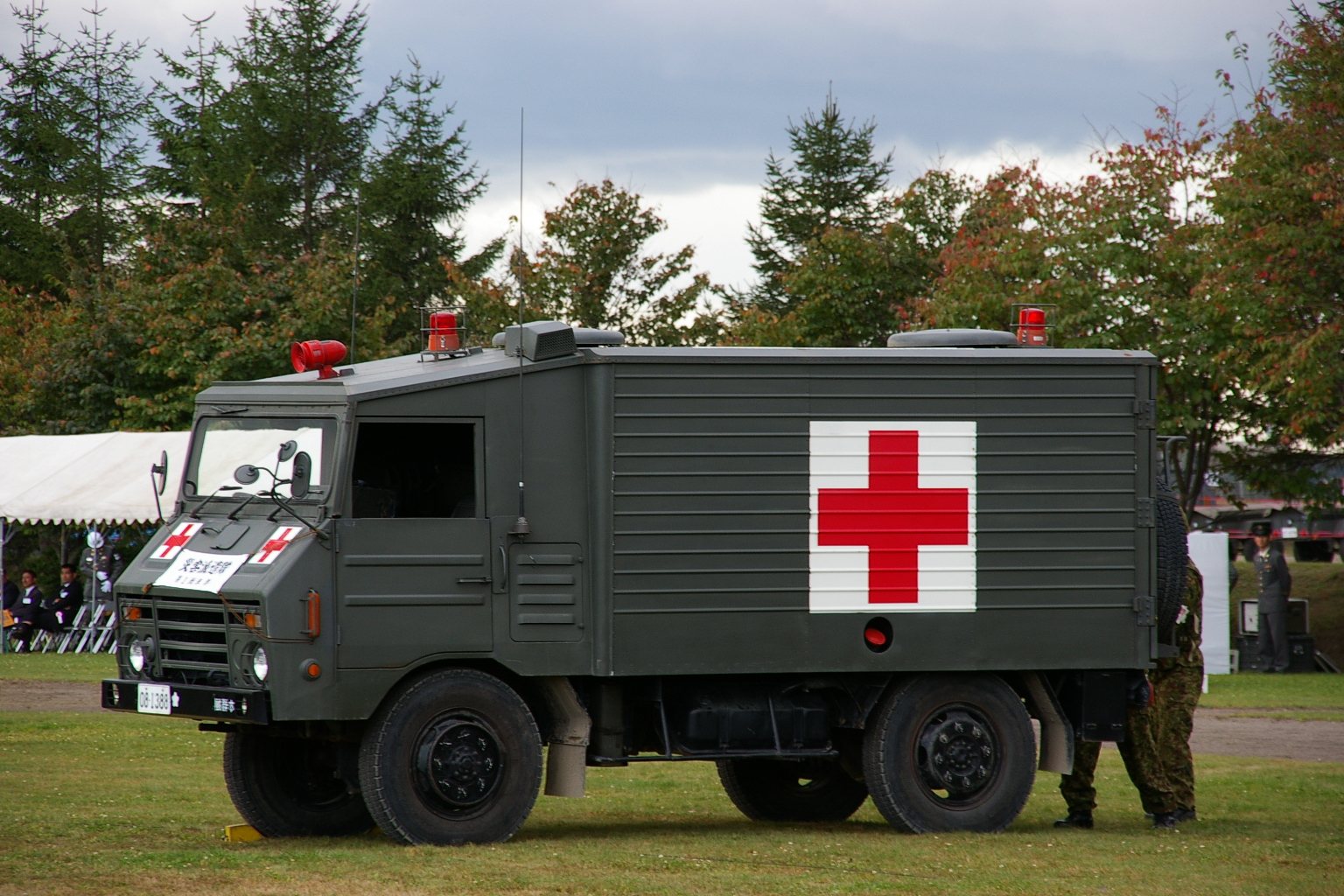
Автомобиль скорой помощи на базе первого поколения Type 73
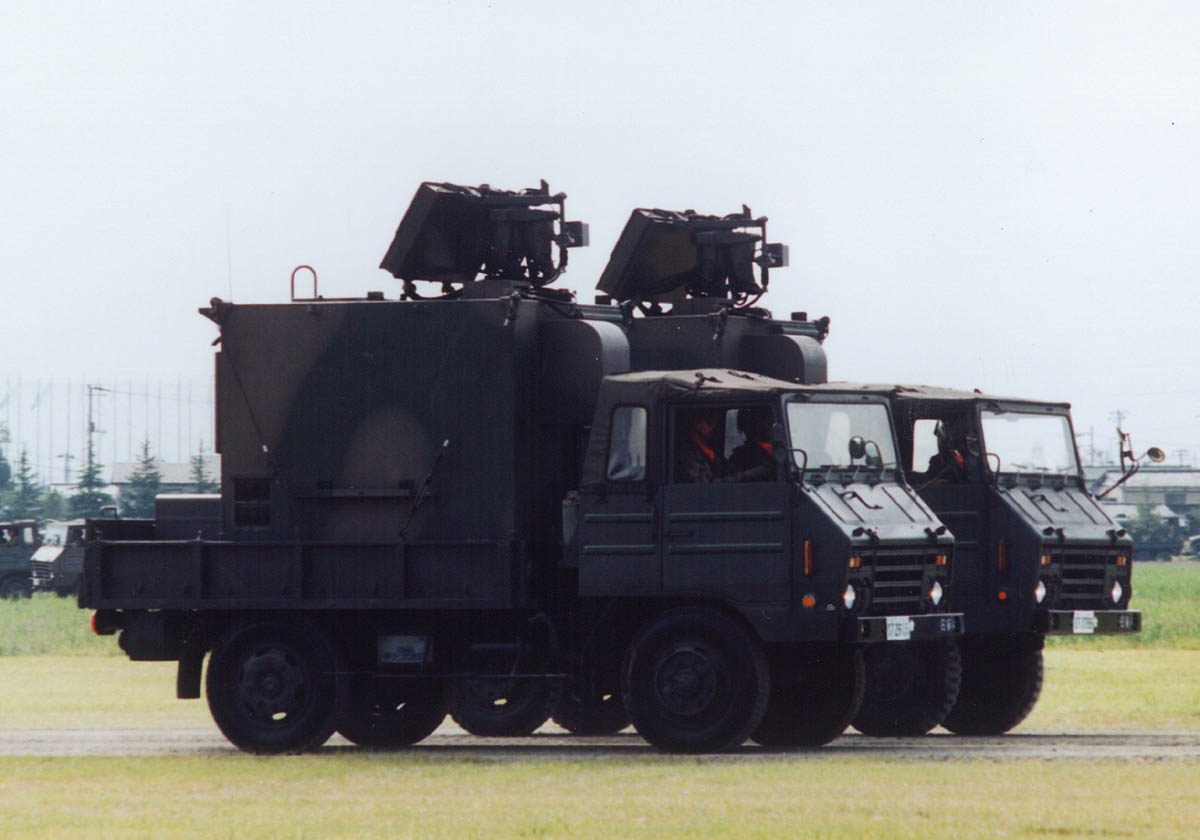
Первое поколение Type 73 с радарами
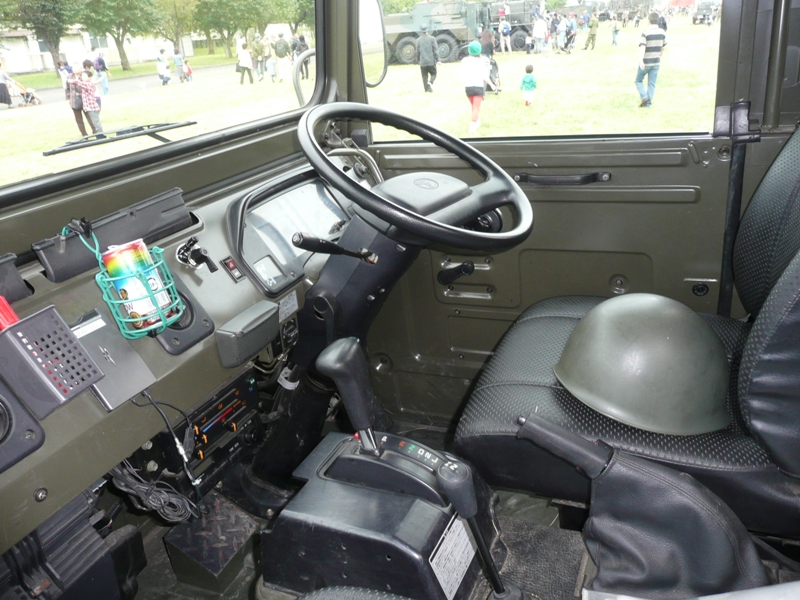
Интерьер второго поколения